# Latineuropa
Latineuropa används som benämning på områden i södra Europa med vissa gemensamma kulturella drag, bland annat att en majoritet av befolkningen talar romanska språk. Till Latineuropa räknas bland annat Italien, Spanien, Frankrike, Portugal, Rumänien och Moldavien.
Uttrycket Romanska länder används ofta på samma sätt som Latineuropa.